# Sari Essayah
Sari Miriam Essayah (født 21. februar 1967) er siden 2009 finsk medlem af Europa-Parlamentet, valgt for Kristdemokraterna i Finland (indgår i parlamentsgruppen Gruppen for Det Europæiske Folkeparti).